# Chelsea Football Club 1985-1986
Questa voce raccoglie le informazioni riguardanti il Chelsea Football Club nelle competizioni ufficiali della stagione 1985-1986.

## Stagione
Il club londinese termina in sesta posizione il campionato con un totale di venti vittorie, undici pari e undici sconfitte.
Il Chelsea inizia l'FA Cup dal terzo turno, dove vince 1-0 contro il Shrewsbury Town, nel quarto viene battuto 1-2 dal Liverpool, quindi viene eliminato.
Il club londinese inizia la Football League Cup dal secondo turno, dove pareggia 2-2 contro il Mansfield Town all'andata e vince 2-0 al ritorno, nel terzo pareggia 1-1 contro il Fulham FC, nel replay lo batte 1-0. Nel quarto pareggia contro l'Everton 2-2 e nel replay lo batte 2-1, in semifinale viene pareggia 2-2 all'andata e perde 2-0 al ritorno contro il Queens Park Rangers e quindi viene eliminato.
In Full Members Cup i Blues iniziano dalla fase a gironi (gruppo 1) della sezione Sud dove battono 3-0 il Portsmouth FC e 3-1 il Charlton Athletic, in semifinale vi è un pareggio per 2-2 contro il West Bromwich Albion e il club londinese passa 5-4 dopo i calcio di rigore, in finale batte 4-1 all'andata e viene sconfitto 0-1 al ritorno dall'Oxford United. Nella finalissima batte 5-4 il Manchester City, aggiudicandosi la competizione.

## Maglie e sponsor
Nella stagione 1985-1986 del Chelsea non è presente il main sponsor, lo sponsor tecnico è Le Coq Sportif. La divisa primaria è costituita da maglia blu con colletto a V bordato di bianco come le estremità delle maniche, sono inoltre presenti strisce verticali tono su tono nel body, pantaloncini e calzettoni sono blu. La divisa da trasferta è costituita da maglia rossa con colletto a V bordato di bianco come le estremità delle maniche, sono inoltre presenti strisce verticali tono su tono nel body, pantaloncini e calzettoni sono rossi, nei calzettoni sono presenti strisce blu e bianche come decorazione. La terza divisa è formata da maglia bianca con collo a V rossoblu e sottili linee orizzontali della medesima colorazione, pantaloncini bianchi con porzione inferiore blu, calzettoni bianchi con linee rossoblu decorative.
| Casa | Trasferta | Terza divisa |

## Rosa
Rosa e numerazione sono aggiornati al 31 maggio 1986.
| N. |                        | Ruolo | Calciatore        |
| -- | ---------------------- | ----- | ----------------- |
|    | Inghilterra (bandiera) | P     | Steve Francis     |
|    | Scozia (bandiera)      | P     | Leslie Fridge     |
|    | Inghilterra (bandiera) | P     | Tony Godden       |
|    | Galles (bandiera)      | P     | Eddie Niedzwiecki |
|    | Inghilterra (bandiera) | D     | Michael Bodley    |
|    | Inghilterra (bandiera) | D     | Keith Dublin      |
|    | Galles (bandiera)      | D     | Gareth Hall       |
|    | Inghilterra (bandiera) | D     | Terry Howard      |
|    | Inghilterra (bandiera) | D     | Robert Isaac      |
|    | Inghilterra (bandiera) | D     | Dale Jasper       |
|    | Scozia (bandiera)      | D     | Joe McLaughlin    |
|    | Scozia (bandiera)      | D     | John Millar       |
|    | Inghilterra (bandiera) | D     | Colin Pates       |
|    | Scozia (bandiera)      | D     | Doug Rougvie      |

| N. |                        | Ruolo | Calciatore       |
| -- | ---------------------- | ----- | ---------------- |
|    | Inghilterra (bandiera) | D     | Darren Wood      |
|    | Inghilterra (bandiera) | C     | John Bumstead    |
|    | Inghilterra (bandiera) | C     | Micky Hazard     |
|    | Scozia (bandiera)      | C     | Keith Jones      |
|    | Inghilterra (bandiera) | C     | Colin Lee        |
|    | Irlanda (bandiera)     | C     | Jerry Murphy     |
|    | Scozia (bandiera)      | C     | Pat Nevin        |
|    | Inghilterra (bandiera) | C     | Nigel Spackman   |
|    | Scozia (bandiera)      | C     | David Speedie    |
|    | Inghilterra (bandiera) | A     | Paul Canoville   |
|    | Inghilterra (bandiera) | A     | Kerry Dixon      |
|    | Scozia (bandiera)      | A     | Gordon Durie     |
|    | Scozia (bandiera)      | A     | Kevin McAllister |

## Calciomercato
| Arrivi | Arrivi           | Arrivi         | Arrivi   |
| R.     | Nome             | da             | Modalità |
| ------ | ---------------- | -------------- | -------- |
| A      | Gordon Durie     | Hibernian      | ?        |
| P      | Tony Godden      | West Bromwich  | ?        |
| C      | Micky Hazard     | Tottenham      | ?        |
| A      | Kevin McAllister | Falkirk        | ?        |
| C      | Jerry Murphy     | Crystal Palace | ?        |

| Partenze | Partenze       | Partenze            | Partenze |
| R.       | Nome           | a                   | Modalità |
| -------- | -------------- | ------------------- | -------- |
| C        | John McNaught  | Hamilton Academical | ?        |
| A        | Duncan Shearer | Huddersfield Town   | ?        |
| A        | Gordon Davies  | Manchester City     | ?        |
| D        | Joey Jones     | Huddersfield Town   | ?        |
| C        | Mickey Thomas  | West Bromwich       | ?        |

## Statistiche

### Statistiche di squadra
| Competizione        | Punti | Totale | Totale | Totale | Totale | Totale | Totale |
| Competizione        | Punti | G      | V      | N      | P      | Gf     | Gs     |
| ------------------- | ----- | ------ | ------ | ------ | ------ | ------ | ------ |
| Campionato          | 71    | 42     | 20     | 11     | 11     | 57     | 56     |
| FA Cup              | -     | 2      | 1      | 0      | 1      | 2      | 2      |
| Football League Cup | -     | 8      | 3      | 4      | 1      | 12     | 10     |
| Full Members Cup    | -     | 6      | 4      | 1      | 1      | 17     | 9      |
| Totale              | -     | 58     | 28     | 16     | 14     | 88     | 77     |